# عبد الفتاح عايش عمرو
عبد الفتاح عايش عبد الفتاح عمرو  (28 أغسطس 1948 - 19 أغسطس 1996) (23 شوال 1367 - 5 ربيع الآخر 1417) قاضي شرعي وكاتب وشاعر أردني. ولد في مدينة الخليل، مجاز في الشريعة الإسلامية من الجامعة الأردنية (1971). عمل مدرّسًا في السعودية، ثم قاضيًا في المحاكم الشرعيّة، ثم مفتّشًا للمحاكم الشرعيّة. له دواوين شعرية وبعض المؤلفات القضائية.

## سيرته
ولد عبد الفتاح عايش عمرو 28 أغسطس 1948/ 23 شوال 1367 في الخليل في بفلسطين. بعد الولادة بسنتين انتقل إلى عمان مع أسرته وعاش فيها ودرس المرحلة الابتدائية والثانوية والجامعية في مدارس الأردن وجامعاته، وحصل على الإجازة الجامعية في الشريعة الإسلامية من الجامعة الأردنية سنة 1971، وماجستير في الفقه والتشريع من نفس الجامعة عام 1984. وكان أول طالب يناقش رسالة الماجستير في الكلية، وعنوان الرسالة هي التفريق القضائي في الفقه والقانون. ثم حصل على الدكتوراه في الفقه وأصوله من الجامعة نفسها سنة 1994 وعنوان رسالته السياسة الشرعية في الأحوال الشخصية. وكان أيضاً أول طالب يناقش الرسالة في الدكتوراه بالشريعة.

عمل مدرسًا في السعودية من 1971 حتى 1977 في مناطق جيزان وأبها وتبوك. غادرها وعاد إلى وطنه ليدخل في سلك القضاء الشرعي وعين قاضيًا في المحاكم الشرعية حتى 1986، وتدرج في الوظائف القضائية المختلفة حيث عين عضوًا في محكمة الاستئناف الشرعية بعمان، ثم مفتشًا للمحاكم الشرعية من 1992.

## وفاته
توفي في عمان فجر يوم 19 أغسطس 1996 الموافق 5 ربيع الآخر 1417 ودفن فيها.

## مؤلفاته
من دواوينه الشعرية:
- اللظى، 1987
- الرحيق، 1988
- موشّحات مقدسيّة أو المقدسيات، 1993
- النُّضار
- النسر الجريح

من كتبه:
- تطبيقات السياسة الشرعية في الاحوال الشخصية، 1989
- القرارة القضائية في الأحوال الشخصية حتى عام 1990، 1990
- السياسة الشرعية في الأحوال الشخصية، 1998
- القرارات القضائية في أصول المحاكمات الشرعية
- التفريق القضائي
- الأحوال الشخصية، بالاشتراك